# قانون "عدم ترك أي طفل خلف الركب"

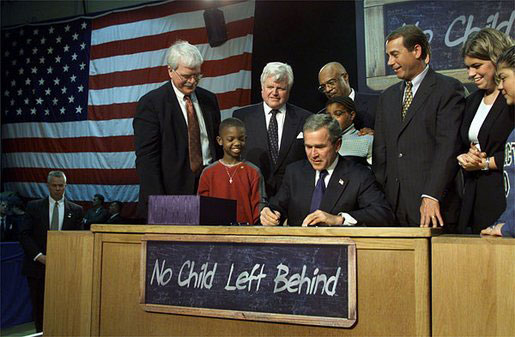
الرئيس جورج دبليو بوش يوقع على قانون عدم ترك أي طفل خلف الركب

قانون "عدم ترك أي طفل خلف الركب" لعام 2001 هو قانون أمريكي صدر عن الكونغرس عام 2002 بدعم من إدارة الرئيس جورج دبليو. بوش. 
وقد أعاد تفويض "قانون التعليم الابتدائي والثانوي" وضم أحكام الباب الأول المتعلّقة بالطلاب المحرومين. فرض القانون إصلاحاً في التعليم يستند إلى المعايير، انطلاقاً من فرضية أن وضع معايير عالية وتحديد أهداف قابلة للقياس يمكن أن يؤدي إلى تحسين النتائج التعليمية على المستوى الفردي. ولكي تتلقى الولايات تمويلاً مدرسياً من الحكومة الفيدرالية، كان يتعين عليها وضع تقييمات وإجراؤها لجميع الطلاب في مراحل صفية معينة.
لم يحدد القانون معايير وطنية للتحصيل، بل سمح لكل ولاية بتطوير معاييرها الخاصة. وسّع القانون دور الحكومة الفيدرالية في التعليم العام من خلال التشديد على الاختبارات السنوية، والتقدّم الأكاديمي السنوي، وبطاقات التقارير، ومؤهلات المعلمين، بالإضافة إلى تغييرات كبيرة في التمويل. ورغم أنّ القانون واجه معارضة من سياسيين في كل من الحزب الديمقراطي والحزب الجمهوري، إلا أنه أُقرّ في مجلسي الكونغرس بدعم واسع من الحزبين.
العديد من أحكامه كانت مثار جدل كبير. وبحلول عام 2015، تصاعدت الانتقادات من كلا الحزبين إلى حد كبير، ما دفع كونغرساً ذا أغلبية من الحزبين إلى تجريد قانون "عدم ترك أي طفل خلف الركب" من خصائصه الوطنية. وقد تم استبداله بقانون "كل تلميذ ينجح"، الذي نقل ما تبقى من صلاحيات إلى حكومات الولايات.

## الخلفية
قبل صدور قانون عدم ترك أي طفل خلف الركب لعام 2001، كان "قانون التعليم الابتدائي والثانوي" قد تم توقيعه ليصبح قانونًا من قبل الرئيس ليندون ب. جونسون عام 1965. وكان هدفه توفير موارد إضافية للطلاب ذوي الدخل المنخفض، لكن بعد صدوره، لم تنجح البلاد مرارًا في تحقيق هدف القانون المتمثل في توفير فرص تعليمية متكافئة للطلاب. وقد تصاعدت المخاوف بشأن نظام التعليم الأميركي مع صدور تقرير بعنوان "أمة في خطر" عام 1983 من لجنة الرئيس رونالد ريغان الوطنية للتميّز في التعليم. وأشار التقرير إلى أنّ الأمن الاقتصادي لأمريكا سيكون مهدداً بشكل كبير ما لم تتم إعادة توجيه نظام التعليم ورفع مستوى المعايير الأكاديمية التي يُتوقع من الطلاب تحقيقها. وعلى الرغم من أن جماعات جمهورية عديدة كانت تاريخياً تعارض تدخل الحكومة الفيدرالية في التعليم، إلا أنّ جهود الضغط والرأي العام وتطورات سياسية أخرى في واشنطن (مثل هزيمة الجمهوريين في الانتخابات الرئاسية عام 1996) دفعت بالجمهوريين في الكونغرس إلى المطالبة بإصلاحات تعليمية فدرالية تركز على الاختبارات المعيارية وتدابير المساءلة الأخرى. في ذلك الوقت، كان التركيز على حالة التعليم في البلاد يتزايد، لأن المرشح الرئاسي حينها جورج دبليو. بوش كان قد قدّم وعودًا انتخابية عدّة تتعلق بإصلاح التعليم بدعم من الحزبين.
هذا التركيز المتزايد في الولايات المتحدة على المعايير التعليمية والمساءلة كان يعكس تطورات وسياسات تعليمية دولية. فبعد الحرب العالمية الثانية، خصصت منظمات دولية مثل "منظمة الأمم المتحدة للتربية والعلم والثقافة" (اليونسكو)، و"البنك الدولي"، و"منظمة التعاون الاقتصادي والتنمية" اهتمامها لتطوير التعليم على المستوى العالمي. ومنذ ستينيات القرن العشرين، ركزت هذه المنظمات بشكل متزايد على نتائج التعلم وإجراءات التقييم، بما في ذلك تقييم أنظمة التعليم مقارنةً بمعايير أداء محددة. وكان القانون لعام 2001 جزءًا من هذا الاتجاه العالمي نحو المزيد من المساءلة في التعليم.

## التاريخ التشريعي
اقترح الرئيس جورج دبليو. بوش لأول مرة استخدام المعونة الفيدرالية لإنشاء خطة لمساءلة المدارس عن نتائج طلابها التعليمية في 23 كانون الثاني 2001. ومع ذلك، واجهت الصيغة الأولى من القانون انتقادات كبيرة من مجموعات ضغط مثل "إديوكيشن تراست" بسبب إدراج قسائم التعليم فيه.  كانت هذه القسائم تتيح للآباء اختيار مدرسة مختلفة (عامة، خاصة، أو غيرها) لأطفالهم إذا لم تحقق منطقتهم التعليمية المعايير الحكومية، إلا أن المنتقدين قالوا إن هذا الإجراء سيأخذ التمويل من المدارس التي هي بأمس الحاجة إليه.
تم تقديم مشروع قانون عدم ترك أي طفل خلف الركب في مجلس النواب الأمريكي في 22 آذار 2001، وقد شارك في تأليفه النواب جون بوينر، جورج ميلر، والسيناتوران تيد كينيدي وجاد جريج. وخلال مروره في مجلسي النواب والشيوخ، واجه المشروع تحديات متعددة، تراوحت بين مطالب الديمقراطيين بمزيد من التمويل، واعتراض الجمهوريين على زيادة دور الحكومة الفيدرالية في مجال التعليم. ورغم ذلك، حظي القانون بدعم الحزبين في كلا المجلسين، وتم تمريره في مجلس النواب في 13 كانون الأول 2001 (بنتيجة تصويت 381-41)، وفي مجلس الشيوخ في 18 كانون الأول 2001 (بنتيجة تصويت 87-10). 
وقّع الرئيس بوش القانون ليصبح ساريًا في 8 كانون الثاني 2002.

## أحكام القانون
بحسب وزارة التعليم الأمريكية، فإن قانون عدم ترك أي طفل خلف الركب لعام 2001 كان يهدف إلى زيادة مساءلة المدارس عن نتائج التعليم لدى الطلاب وتقليص الفوارق بين الطلاب والمناطق ذات الأداء المنخفض وتلك ذات الأداء المرتفع. لتحقيق هذه الأهداف، فرض القانون على جميع المدارس العامة المموّلة اتحاديًا إجراء اختبار معياري سنويًا لطلاب في صفوف محددة. ولتحسين نتائج الطلاب، حدد القانون استراتيجيات يمكن للمناطق التعليمية اتباعها، مثل تطوير مهارات المعلمين، استخدام التكنولوجيا التعليمية، وتنظيم أنشطة لإشراك الأهالي. كما أوجب القانون على كل وكالة محلية تحديد متوسط عدد الطلاب الحاضرين يوميًا في المدارس من الروضة حتى الصف الثاني عشر التي تخدمها، من أجل تخصيص أموال المنح بشكل فعّال لبرامج عدم ترك أي طفل خلف الركب.
كذلك، ركّز القانون على تحسين إيصال معلومات حول تحصيل الطلاب وأداء المدارس إلى أولياء الأمور، من خلال أنظمة تقارير مصممة لتعكس أفضل الممارسات التعليمية.
يُشترط على المدارس التي تتلقى تمويلاً بموجب الباب الأول من "قانون التعليم الابتدائي والثانوي" لعام 1965 أن تحقّق "التقدّم السنوي الكافي" في نتائج الاختبارات، على سبيل المثال: على طلاب الصف الخامس في كل عام التفوق على طلاب الصف الخامس في العام السابق.
إذا كانت نتائج المدرسة ضعيفة باستمرار، تُتخذ خطوات لتحسينها:
- إذا أخفقت المدرسة في تحقيق التقدّم السنوي الكافي للسنة الثانية على التوالي، تُصنّف علنًا بأنها "بحاجة إلى تحسين"، ويجب أن تضع خطة تحسين مدتها عامان للمادة التي تعاني فيها. ويمكن للطلاب الانتقال إلى مدرسة أفضل أداءً ضمن نفس المنطقة، إن وُجدت.
- إذا تكرّر الفشل للسنة الثالثة، تُجبر المدرسة على تقديم دروس تقوية مجانية وخدمات تعليمية إضافية للطلاب الضعفاء.
- وإذا استمر الفشل للسنة الرابعة، تُصنّف المدرسة بأنها بحاجة إلى "إجراء تصحيحي"، وقد يشمل ذلك استبدال الطاقم التدريسي بالكامل، اعتماد منهاج جديد، أو تمديد وقت الدوام الدراسي.
- وفي السنة الخامسة، يتم وضع خطة لإعادة هيكلة المدرسة بالكامل؛ وتُنفذ الخطة إذا استمر الفشل للسنة السادسة على التوالي. وتشمل الخيارات الشائعة: إغلاق المدرسة، تحويلها إلى مدرسة مستقلة (تشارتر)، التعاقد مع شركة خاصة لإدارتها، أو طلب تدخل مكتب التعليم الحكومي لإدارتها مباشرة.[27]

يجب على الولايات تحديد أهداف التقدّم السنوي الكافي وفق المتطلبات التالية:
- على الولايات تطوير أهداف قابلة للقياس على مستوى الولاية لتحسين الأداء لجميع الطلاب، وكذلك للفئات الخاصة: الطلاب ذوي الدخل المحدود، وذوي الإعاقة، وذوي الكفاءة المحدودة في اللغة الإنكليزية.
- يجب وضع الأهداف بحيث يصل جميع الطلاب إلى مستوى "متقن" أو أعلى خلال 12 سنة (أي بحلول نهاية العام الدراسي 2013–2014).
- يجب أن يستند التقدّم السنوي الكافي بشكل أساسي إلى اختبارات الولاية، مع ضرورة إضافة مؤشر أكاديمي واحد آخر على الأقل، تحدده الولاية.[27]
- يجب تقييم تحقيق الأهداف على مستوى كل مدرسة. المدارس التي تخفق لعامين متتاليين تُدرج ضمن قائمة المدارس التي تحتاج إلى تحسين.
- يجب الإبلاغ عن نتائج التقدّم السنوي لكل فئة طلابية على حدة، لتحديد ما إذا كانت كل فئة قد حققت الهدف.
- يجب أن يشارك 95٪ على الأقل من كل فئة طلابية في التقييمات.
- يمكن للولايات تجميع نتائج تصل إلى ثلاث سنوات عند اتخاذ قرارات بشأن التقدّم السنوي الكافي.

يشترط القانون على الولايات توفير "معلمين مؤهّلين بدرجة عالية" لجميع الطلاب. وتضع كل ولاية معاييرها الخاصة لما يُعدّ "مؤهلًا بدرجة عالية". وبالمثل، يشترط القانون أن تضع الولايات "معيارًا واحدًا مرتفعًا وتحديًا أكاديميًا" لجميع طلابها. وتحدد كل ولاية بنفسها ما يُعتبر "معيارًا عاليًا وتحديًا"، ولكن يجب تطبيقه على جميع الطلاب، دون تمييز بين مدن أو مناطق داخل الولاية.
يتطلب القانون أيضًا من المدارس السماح لمجندي الجيش بالحصول على معلومات الاتصال الخاصة بالطلاب والوصول إلى الطلاب، إذا كانت المدرسة توفر تلك المعلومات للجامعات أو أصحاب العمل، ما لم يختار الطلاب عدم السماح لمجندي الجيش بالوصول إليها. وقد لقي هذا الجزء من القانون قدرًا كبيرًا من الانتقاد وأدى حتى إلى مقاومة سياسية. على سبيل المثال، في عام 2003 في سانتا كروز، كاليفورنيا، أجبرت جهود الطلاب التي قادوها مناطق المدارس على إنشاء سياسة "الموافقة" التي تتطلب من الطلاب تأكيد رغبتهم في السماح للجيش بالحصول على معلوماتهم. تم نسخ جهود تنظيم الطلاب الناجحة هذه في مدن مختلفة في جميع أنحاء الولايات المتحدة.
يحدد القانون البرامج والمتطلبات التي تهدف إلى منع استخدام المخدرات والكحول من قبل الطلاب، بالإضافة إلى البرامج التي تهدف إلى ثني الطلاب عن ارتكاب أعمال عنف في المدارس. يوفر القانون أيضًا الأموال للولايات لتمكين الطلاب الذين تم طردهم من المدرسة بسبب جرائم معينة من أداء أعمال خدمة المجتمع.

### العنوان الثاني - شراكات الرياضيات والعلوم
شراكات الرياضيات والعلوم هي سياسة تعليمية من العنوان 2، الجزء باء، الأقسام 2201-2203 من قانون عدم ترك أي طفل خلف عام 2001. الغرض من شراكات الرياضيات والعلوم هو زيادة إنجاز الطلاب في العلوم والرياضيات من خلال شراكة أقسام العلوم والرياضيات والهندسة في مؤسسات التعليم العالي مع معلمي العلوم والرياضيات الابتدائيين والثانويين في وكالات تعليمية محلية ذات احتياجات عالية من أجل تطوير معرفة المحتوى والأداء التعليمي للمعلمين. يمكن لوكالات التعليم الحكومية التقدم بطلب للحصول على منح تنافسية، ثم يمكن لمؤسسات التعليم العالي والوكالات التعليمية المحلية التقدم بطلب للحصول على منحة فرعية من وكالة التعليم الحكومية.

## الآثار على المعلمين والمدارس والمناطق التعليمية

### زيادة المساءلة
يؤكد مؤيدو قانون "عدم ترك أي طفل خلف الركب" أن إحدى أبرز نقاط القوة في هذا القانون هي زيادة المساءلة المطلوبة من المدارس والمعلمين. وبحسب التشريع، يتوجب على المدارس اجتياز اختبارات سنوية تقيس تحسّن أداء الطلاب خلال السنة المالية. وتُعد هذه الاختبارات المعيارية السنوية الوسيلة الأساسية لتحديد ما إذا كانت المدارس تفي بالمعايير المطلوبة. وإذا لم يتم تحقيق التحسينات المطلوبة، تتعرض المدارس لتخفيضات في التمويل وعقوبات أخرى تساهم في تعزيز المساءلة. ووفقًا للمؤيدين، فإن هذه الأهداف تساعد المعلمين والمدارس على إدراك أهمية النظام التعليمي وتأثيره على الأمة. أما المعارضون فيرون أن هذه العقوبات تلحق الضرر بالمدارس ولا تسهم في تحسين التعليم.
وبالإضافة إلى النقاط المذكورة أعلاه، يرى المؤيدون أن قانون "عدم ترك أي طفل خلف الركب" يحقق ما يلي:
- يربط بين معايير المحتوى الأكاديمي على مستوى الولاية ونتائج الطلاب.
- يقيس أداء الطلاب: يجب قياس تقدم الطالب في مادتي القراءة والرياضيات سنويًا من الصف الثالث حتى الصف الثامن، وعلى الأقل مرة واحدة خلال المرحلة الثانوية، عبر اختبارات معيارية.
- يوفّر معلومات لأولياء الأمور من خلال إلزام الولايات والمناطق التعليمية بتزويدهم بتقارير مفصلة عن المدارس والمناطق توضح أداء المدرسة في "التقدّم السنوي الكافي". كما يتعين على المدارس إبلاغ أولياء الأمور إذا كان الطفل يتلقى التعليم على يد معلم أو مساعد لا يستوفي متطلبات "المؤهل بدرجة عالية".
- يؤسس قاعدة لتعزيز مشاركة أولياء الأمور بشكل كبير وتحسين الإدارة المدرسية، من خلال استخدام بيانات التقييم لاتخاذ قرارات تتعلق بالتدريس والمناهج والممارسات الإدارية.

اقترحت ولاية بنسلفانيا ربط رواتب المعلمين بنتائج الاختبارات. فإذا كان أداء طلاب منطقة تعليمية ما ضعيفًا، تقوم الولاية بتقليص ميزانية المنطقة في العام التالي، ويُخفض راتب المعلمين. ويشير المنتقدون إلى أنه إذا كان أداء المدرسة ضعيفًا، فإن خفض الميزانية وخفض رواتب المعلمين سيعيق على الأرجح قدرة المدرسة على التحسّن.

### حرية اختيار المدرسة
- يوفّر خيارات للطلاب المسجلين في مدارس تفشل في تحقيق "التقدّم السنوي الكافي". فإذا فشلت المدرسة في تحقيق أهداف التقدّم السنوي الكافي لعامين متتاليين أو أكثر، يجب أن توفّر المدرسة للطلاب المؤهلين فرصة الانتقال إلى مدارس محلية ذات أداء أفضل، أو الحصول على دروس تقوية مجانية، أو المشاركة في برامج ما بعد الدوام المدرسي.
- يمنح المناطق التعليمية فرصة لإثبات الكفاءة حتى في حال عدم تحقيق بعض المجموعات الفرعية لمعايير الأداء الأدنى على مستوى الولاية، وذلك من خلال عملية تُعرف باسم "الملاذ الآمن"، وهي تمهيد لتقييمات تعتمد على النمو أو القيمة المُضافة.

### التعريف الضيّق للبحث العلمي
يشترط القانون أن تعتمد المدارس على أبحاث قائمة على أسس علمية في البرامج وطرق التدريس. ويعرّف القانون هذا النوع من البحث بأنه "بحث يتضمن تطبيق إجراءات صارمة ومنهجية وموضوعية للحصول على معرفة موثوقة وصحيحة ذات صلة بالأنشطة والبرامج التعليمية". وتؤدي الأبحاث المستندة إلى أسس علمية إلى "نتائج قابلة للتكرار والتطبيق"، ناتجة عن دراسات استخدمت أساليب مناسبة للتوصل إلى استنتاجات تجريبية مقنعة.

### جودة وتوزيع المعلمين
قبل صدور قانون "عدم ترك أي طفل خلف الركب"، كان يُطلب من المعلمين الجدد عادةً الحصول على درجة البكالوريوس، والحصول على شهادة كاملة، وإثبات الكفاءة في المادة التعليمية، وذلك غالبًا من خلال اختبارات. ووفقًا للقانون، كان من المفترض أن يلتزم المعلمون الحاليون – بمن فيهم من يتمتعون بحقوق التثبيت – بالمعايير نفسها. وكان بإمكانهم إما استيفاء المتطلبات ذاتها المخصصة للمعلمين الجدد، أو الامتثال لما يُعرف بـ "المعيار التقييمي العالي والموضوعي والموحد على مستوى الولاية" الذي تحدده الولاية، والمُشار إليه اختصارًا بـ HOUSSE (المعيار التقييمي الموحد العالي على مستوى الولاية).
لم تحظَ العواقب المتعلقة بمتطلبات الجودة ضمن القانون بالكثير من الاهتمام البحثي، ويرجع ذلك جزئيًا إلى أن قواعد الولايات لم تتطلب تغييرات كبيرة مقارنة بالممارسات السابقة. كما توجد أدلة ضئيلة على أن هذه القواعد قد غيّرت الاتجاهات المتعلقة بالسمات القابلة للملاحظة لدى المعلمين. ويكافح المربّون الأميركيون حتى اليوم لتحديد السمات المهمة لدى المعلمين والتي تساهم فعليًا في نجاح الطلاب. ولا يوجد حتى الآن إجماع على ما هي السمات الأكثر أهمية، ويتفق معظم خبراء سياسات التعليم على ضرورة إجراء المزيد من الأبحاث في هذا المجال.

## الآثار على تقييم الطلاب
تشير العديد من التحليلات التي تناولت أنظمة المساءلة التعليمية على مستوى الولايات، والتي كانت موجودة قبل القانون، إلى أن الاعتماد على النتائج قد أدى إلى نمو أسرع في التحصيل الدراسي في الولايات التي طبّقت هذه الأنظمة. كما تدعم التحليلات المباشرة لنتائج اختبارات الولايات قبل وبعد تنفيذ القانون أثره الإيجابي.
إحدى أبرز الانتقادات للقانون تتمثل في أنه يُضعف التعليم الفعّال وتعلّم الطلاب، لأن الولايات تميل إلى خفض أهداف التحصيل، مما يدفع المعلمين إلى "التعليم من أجل الاختبار" فقط. وعلى الجانب الآخر، يدّعي المؤيدون أن الاختبارات المنهجية توفّر بيانات تسلط الضوء على المدارس التي لا تدرّس المهارات الأساسية بفعالية، مما يسمح بتدخلات تهدف لتحسين النتائج لجميع الطلاب، مع تقليص فجوة التحصيل بين الطلاب المحرومين وذوي الإعاقة.
تحسّن نتائج الاختبارات
تشير وزارة التعليم الأميركية إلى نتائج التقييم الوطني للتقدم التعليمي، التي صدرت في تموز 2005، كمؤشر على تحسّن أداء الطلاب في مادتي القراءة والرياضيات:
- تم إحراز تقدم في القراءة لدى طلاب التسع سنوات خلال السنوات الخمس الأخيرة أكثر مما تحقق خلال الثمانية والعشرين سنة التي سبقتها مجتمعة.
- حقق طلاب التسع سنوات في الولايات المتحدة أفضل نتائج في القراءة (منذ 1971) والرياضيات (منذ 1973) في تاريخ التقرير.
- حصل طلاب الثالثة عشرة من العمر على أعلى درجات في الرياضيات سُجّلت في تاريخ الاختبار.
- بلغت درجات القراءة والرياضيات لدى طلاب التسع سنوات من ذوي البشرة السوداء ومن أصول إسبانية أعلى مستوياتها على الإطلاق.
- سجّلت الفجوات في التحصيل بين طلاب التسع سنوات من البيض ونظرائهم من السود ومن أصول إسبانية أدنى مستوياتها في التاريخ.
- أحرزت ثلاث وأربعون ولاية ومقاطعة كولومبيا تحسّنًا أكاديميًا أو حافظت على مستواها في جميع الفئات (القراءة والرياضيات للصفين الرابع والثامن).

وتقارن هذه الإحصائيات بين عام 2005 وعام 2000، مع العلم أن القانون لم يدخل حيّز التنفيذ حتى عام 2003. ويشير المنتقدون إلى أن الزيادة في الدرجات بين عامي 2000 و2003 كانت تقريبًا مماثلة لتلك بين عامي 2003 و2005، مما يثير الشكوك حول إمكانية نسب التحسّن إلى القانون. كما يجادلون بأن بعض الفئات تم اختيارها بشكل انتقائي، حيث بقيت الدرجات ثابتة أو انخفضت لدى مجموعات فرعية أخرى. كذلك، وُجّهت انتقادات إلى مصمّمي الاختبارات المعيارية بأنهم جعلوا الاختبارات أسهل عمدًا، لتتمكّن المدارس من تحقيق تحسّن ملحوظ بسهولة أكبر.
يؤكد الباحثان في مجال التعليم توماس دي و براين جاكوب أن القانون أظهر تأثيرًا إيجابيًا ذا دلالة إحصائية على أداء الطلاب في امتحانات الرياضيات للصف الرابع (يعادل ثلثي سنة من النمو الدراسي)، بينما كانت التحسينات في امتحانات الرياضيات للصف الثامن طفيفة وغير ذات دلالة إحصائية، ولم يُلاحظ أي تحسّن يُذكر في نتائج القراءة.
الانتقادات الموجهة للاختبارات الموحدة
يجادل النقاد بأن التركيز على الاختبارات الموحدة (أي أن جميع الطلاب في ولاية ما يؤدون نفس الاختبار تحت نفس الظروف) يشجع المعلمين على تدريس مجموعة ضيقة من المهارات التي تعتقد المدرسة أنها تُحسِّن أداء الاختبار، بدلاً من تحقيق فهم عميق للمناهج الدراسية بشكل عام. على سبيل المثال، قد لا يخصص المعلم وقتًا في الصف لتطبيقات الجمع العملية إذا كان يعلم أن جميع أسئلة اختبار الرياضيات تتعلق بمسائل جمع بسيطة (مثلاً: ما حاصل 2 + 3؟)، وذلك لترك مزيد من الوقت للمادة التي يُقيِّمها الاختبار. ويُعرف هذا بشكل غير رسمي باسم "التعليم من أجل الاختبار". وقد لوحظ أن "التعليم من أجل الاختبار" يرفع درجات الاختبارات، وإن لم يكن بنفس قدر تقنيات التعليم الأخرى.
كثير من المعلمين الذين يمارسون "التعليم من أجل الاختبار" يسيئون تفسير النتائج التعليمية التي صُممت هذه الاختبارات لقياسها. فعلى سبيل المثال، في اختبارين حكوميين في نيويورك وميشيغان، وفي "التقييم الوطني للتقدم التعليمي"، أخفق نحو ثلثي طلاب الصف الثامن في حل مسائل رياضية تتطلب تطبيق نظرية فيثاغورس لحساب المسافة بين نقطتين. لقد توقّع المعلمون مضمون الاختبارات بشكل صحيح، لكنهم افترضوا بشكل خاطئ أن كل اختبار سيقدم عناصر بسيطة، بدلاً من أسئلة تتطلب مهارات تفكير عليا.
مشكلة أخرى هي أن العوامل الخارجية غالبًا ما تؤثر في أداء الطلاب. فالطلاب الذين يواجهون صعوبة في إجراء الاختبارات قد يؤدون أداءً جيدًا باستخدام أساليب تعليمية بديلة مثل التعلم القائم على المشاريع. وفي بعض الأحيان، يمكن لعوامل مثل الحياة المنزلية أن تؤثر على أداء الطالب في الاختبار. وإن الاعتماد على اختبار واحد لتحديد الأداء لا يقيس نجاح الطالب بشكل دقيق. ولم يأخذ قانون "عدم ترك أي طفل خلف الركب" جميع هذه العوامل في الحسبان.
أولئك الذين يعارضون استخدام الاختبارات لتحديد التحصيل التعليمي يفضلون بدائل مثل آراء المعلمين الذاتية، وأعمال الصف، والتقييمات القائمة على الأداء.
تحت مظلة قانون "عدم ترك أي طفل خلف الركب"، كان يُحمَّل المعلمون والمدارس مسؤولية شبه كاملة عن مستويات أداء الطلاب. لكن هذا يعني أن حتى المدارس التي حققت تقدماً كبيراً مع طلابها كانت تُصنَّف على أنها "فاشلة" فقط لأن الطلاب لم يصلوا بعد إلى مستوى "الكفاءة" في التحصيل. ومنذ عام 2005، وافقت وزارة التعليم الأمريكية على تطبيق تجريبي لنماذج النمو في 15 ولاية. وقد تبنت كل ولاية واحدة من أربعة نماذج متميزة للنمو: المسار، جداول الانتقال، النسب المئوية لنمو الطلاب، والإسقاط.
وقد تؤدي الحوافز لتحسين الأداء أيضاً إلى دفع الولايات إلى خفض معاييرها الرسمية. وبما أن كل ولاية تستطيع وضع اختبارات موحدة خاصة بها، يمكنها جعل اختباراتها أسهل لرفع الدرجات. على سبيل المثال، قامت ولاية ميزوري بتحسين نتائج الاختبارات لكنها اعترفت صراحةً بأنها خفّضت المعايير. وتُشير دراسة أُجريت عام 2007 من قبل وزارة التعليم الأمريكية إلى أن الفروقات الملحوظة في درجات الولايات تعود في الغالب إلى اختلاف درجة صرامة معاييرها.

## الآثار المقصودة على المناهج والمعايير

### تحسين المعايير المحلية
جادل كثيرون بأن الحكومات المحلية قد أخفقت في خدمة الطلاب، مما استدعى تدخلاً فيدرالياً لمعالجة مشكلات مثل قيام المعلمين بالتدريس خارج مجالات تخصصهم، والتساهل في التعامل مع المدارس التي تفشل باستمرار. وقد دعمت بعض الحكومات المحلية، وعلى وجه الخصوص حكومة ولاية نيويورك، أحكام قانون "عدم ترك أي طفل خلف الركب"، لأن المعايير المحلية لم تكن توفر رقابة كافية على التعليم الخاص، ولأن القانون يتيح لهم استخدام البيانات الطولية بشكل أكثر فاعلية لمتابعة "التقدم السنوي الكافي". وقد أظهرت الولايات في مختلف أنحاء الولايات المتحدة تحسناً في أدائها نتيجة ظاهرة لتطبيق قانون عدم ترك أي طفل خلف الركب. فعلى سبيل المثال، تحتل ولاية ويسكونسن المرتبة الأولى بين الولايات الخمسين بالإضافة إلى واشنطن العاصمة، إذ تحقق 98٪ من مدارسها معايير "عدم ترك أي طفل خلف الركب".

### جودة التعليم
- يرفع جودة التعليم من خلال إلزام المدارس بتحسين أدائها.
- سيتم قياس أداء الطلاب في مواد أخرى (بخلاف القراءة والرياضيات) كجزء من التقدم العام.
- يُحسن جودة التعليم في الفصول الدراسية من خلال مطالبة المدارس بتطبيق ممارسات "مبنية على البحث العلمي"، وبرامج مشاركة الأهل، وأنشطة تطوير مهني للطلاب الذين لا يُشجعون أو لا يُتوقع منهم الالتحاق بالجامعة.
- يدعم مهارات القراءة المبكرة من خلال مبادرة "القراءة المبكرة أولاً" .
- يُركز على الإنجاز في القراءة، وفنون اللغة، والرياضيات، والعلوم باعتبارها "مواد أكاديمية أساسية".[55]

سيتم قياس أداء الطلاب في المواد الأخرى (باستثناء القراءة والرياضيات) كجزء من التقدم العام.

### الأثر على الفنون والمواد الاختيارية
يركز قانون "عدم ترك أي طفل خلف الركب" بشكل أساسي على المهارات في القراءة، والكتابة، والرياضيات، وهي مجالات مرتبطة بالنجاح الاقتصادي. وبالاقتران مع أزمات الميزانية خلال ركود أواخر العقد الأول من الألفين، قامت بعض المدارس بتقليص أو إلغاء الحصص والموارد المخصصة للعديد من المواد الدراسية التي لا تدخل ضمن معايير المساءلة في قانون عدم ترك أي طفل خلف الركب. فمنذ عام 2007، قامت نحو 71٪ من المدارس بتقليص وقت التدريس في مواد مثل التاريخ، والفنون، واللغات، والموسيقى، من أجل تخصيص وقت وموارد أكثر للرياضيات واللغة الإنجليزية.
في بعض المدارس، تبقى الحصص الدراسية متاحة، لكن يُوجَّه الطلاب الذين لا يمتلكون كفاءة في المهارات الأساسية إلى صفوف التقوية في القراءة أو الرياضيات، بدلاً من المشاركة في حصص الفنون، أو الرياضة، أو المواد الاختيارية الأخرى.
وبحسب بول ريفيل، مؤلف كتاب "أوقفوا تضييق المناهج من خلال إعادة تنظيم وقت المدرسة بشكل مناسب"، فإن المعلمين باتوا يدركون أن الطلاب يحتاجون إلى وقت أطول للتفوق في المواد "الضرورية". ويحتاج الطلاب إلى مزيد من الوقت لتحقيق الأهداف الأساسية التي يُفترض أن تكون ذات صلة إلى حد ما بحياة الطالب.
من جهة أخرى، تُعد التربية البدنية من المواد الأقل تأثراً. وقد يجد البعض هذا الأمر مُربكاً لأن قانون "عدم ترك أي طفل خلف الركب" لا يتناول مادة التربية البدنية بشكل مباشر، كما هو الحال مع العديد من المواد الاختيارية وغير الأساسية. وهناك سببان لعدم تأثر التربية البدنية بشكل سلبي:
أولاً، أزمة السمنة في الولايات المتحدة، والتي تسعى الحكومة الفيدرالية لمعالجتها من خلال برامج مثل حملة "لنَتحرّك" التي أطلقتها السيدة الأولى ميشيل أوباما، والتي تهدف – من بين أمور أخرى – إلى تحسين كمية ونوعية التعليم البدني.
ثانيًا، هناك أبحاث، بما في ذلك دراسة أُجريت عام 2005 من قبل الدكتور تشارلز هـ. هيلمان من جامعة إلينوي في إربانا–شامبين، تُظهر أن اللياقة البدنية مرتبطة بشكل عام بالتحصيل الأكاديمي.
الفرص والتحديات والمخاطر التي يفرضها قانون "عدم ترك أي طفل خلف الركب" على تعليم العلوم في المدارس الابتدائية والمتوسطة — فالمنافسة العالمية تُحتِّم تحسين تعليم العلوم بسرعة. وقد يؤدي إدراج تقييمات العلوم ضمن متطلبات قانون عدم ترك أي طفل خلف الركبفي نهاية المطاف إلى تدريس العلوم في عدد أكبر من المدارس الابتدائية ومن قبل عدد أكبر من المعلمين مقارنةً بالسابق.
وقد أشار ثلثا معلمي المرحلة الابتدائية إلى أنهم غير مطّلعين على المعايير العلمية الوطنية. وتتركز معظم المخاوف حول النتيجة المترتبة على تخصيص وقت مفرط لفنون اللغة والرياضيات، ما قد يحدّ من تجربة الأطفال — وفضولهم واهتمامهم — في مجال العلوم.

## الآثار على المدارس والطلاب
الطلاب الموهوبون
يضغط قانون "عدم ترك أي طفل خلف الركب": على المدارس لضمان أن يحقق جميع الطلاب تقريبًا الحد الأدنى من المهارات (كما تحدده كل ولاية) في القراءة، والكتابة، والحساب — لكنه لا يفرض أي متطلبات تتجاوز هذه الحدود الدنيا. ولا يوفّر القانون أي حوافز لتحسين تحصيل الطلاب بما يفوق الحد الأدنى المطلوب. ويتم إهمال أو إلغاء البرامج التي لا تُعتبر ضرورية لتحقيق المهارات الأساسية المفروضة، من قبل بعض المناطق التعليمية.
وبشكل خاص، لا يُلزم قانون عدم ترك أي طفل خلف الركب بأي برامج للطلاب الموهوبين، أو المتفوقين، أو ذوي الأداء العالي. وقد انخفض التمويل الفيدرالي لتعليم الموهوبين بمقدار الثلث خلال السنوات الخمس الأولى من تطبيق القانون. وكان هناك برنامج واحد فقط يساعد في تطوير تعليم الموهوبين، وقد خُصص له 9.6 ملايين دولار. وفي ميزانية عام 2007، ألغى الرئيس جورج و. بوش هذا التمويل تماماً.
ورغم أن القانون لا يتناول مسألة تعليم الطلاب الموهوبين أكاديميًا، فإن بعض الولايات (مثل أريزونا، وكاليفورنيا، وفرجينيا، وبنسلفانيا) تلزم المدارس بتحديد الطلاب الموهوبين وتوفير تعليم مناسب لهم، بما في ذلك ترقية المستوى الدراسي. أما في ولايات أخرى مثل ميشيغان، فقد تم تقليص التمويل المخصص لبرامج الموهوبين والمتفوقين بنسبة وصلت إلى 90٪ في السنة التي تلت صدور القانون.
وتُظهر دراسة أُجريت عام 2008 من قبل معهد فوردهم أن غياب الحوافز للمدارس لتلبية احتياجات الطلاب ذوي الأداء العالي كان له عواقب خطيرة: فبين عامي 2000 و2007، حسّن الطلاب الذين كانوا ضمن الشريحة الأدنى (العُشر الأدنى من حيث الأداء) متوسط درجاتهم في اختبار القراءة للصف الرابع ضمن "التقييم الوطني للتقدم التعليمي" (التقييم الوطني للتقدم التعليمي) بمقدار 16 نقطة، بينما لم تُظهر درجات الطلاب الأعلى أداءً (في الشريحة الأعلى من 90%) أي تحسن يُذكر.

### أهداف غير واقعية
قال جو مورتون، المشرف العام على التعليم في ولاية ألاباما، يوم الأربعاء، 11 آب 2010: "هناك مغالطة في القانون، والجميع يعرف ذلك". فبحسب قانون "عدم ترك أي طفل خلف الركب"، يُفترض أن يُظهر كل طفل بحلول عام 2014 مستوى تحصيلاً يتوافق مع مرحلته الدراسية في مادتي القراءة والرياضيات. وأضاف مورتون: "هذا أمر غير ممكن. هناك عدد كبير من المتغيرات وعدد كبير من السيناريوهات، والجميع يدرك أن هذا لن يحدث". وقالت عضوة مجلس ولاية ألاباما ماري جين كايلور: "لا أعتقد أن قانون عدم ترك أي طفل خلف الركب قد أفاد هذه الولاية"، معتبرة أن هدف تحقيق الكفاءة بنسبة 100٪ هدف غير قابل للتحقيق.
وكتب تشارلز موراي عن القانون قائلاً: "لقد أقرّ كونغرس الولايات المتحدة، بأغلبية حزبية كبيرة، وبناءً على طلب من الرئيس، قانونًا يجعل من المفترض أن يكون كل الأطفال فوق المتوسط".

### التلاعب بالنظام
لقد أنشأ نظام الحوافز والعقوبات دافعًا قويًا للمدارس والمناطق التعليمية والولايات للتلاعب بنتائج الاختبارات. فعلى سبيل المثال، أظهرت تقارير أن بعض المدارس لجأت إلى "إعادة تصنيف إبداعية" للطلاب المنسحبين من المدرسة الثانوية، بهدف تقليل الإحصاءات السلبية. ففي مدرسة شاربستاون الثانوية في هيوستن، تكساس، بدأ أكثر من 1,000 طالب دراستهم في الصف التاسع، وبعد أربع سنوات، كان عدد الطلاب المسجلين في الصف الثاني عشر أقل من 300، ومع ذلك، لم يُسجل أي من هؤلاء الطلاب "المفقودين" على أنهم منسحبون من المدرسة.
تفاوت القدرات بين الطلاب ومتطلب الالتزام بنسبة 100٪
يُروَّج للقانون على أنه يتطلب من 100٪ من الطلاب (بما فيهم الطلاب المحرومون وطلاب التربية الخاصة) ضمن كل مدرسة، تحقيق نفس المعايير التي تحددها الولاية في القراءة والرياضيات بحلول عام 2014؛ غير أن المعارضين يرون أن هدف الوصول إلى نسبة 100٪ غير قابل للتحقيق، وينتقدون شرط قانون "عدم ترك أي طفل خلف الركب" الذي يفرض "معيارًا واحدًا عاليًا وصعبًا" للجميع، مؤكدين أن بعض الطلاب ببساطة غير قادرين على الأداء بالمستوى المطلوب لعمرهم، مهما كانت كفاءة المعلم.
وبينما تقلل المعايير الموحدة على مستوى الولاية من التفاوت التعليمي بين المناطق الغنية والفقيرة، فإنها تفرض في الوقت نفسه معيارًا "موحدًا للجميع" على الطلاب الأفراد. وفي الولايات ذات المعايير العالية، قد تُعاقب المدارس لعدم تمكنها من رفع تحصيل الطلاب ذوي القدرات المتدنية بشكل كبير.
وفي النهاية، لم يكن مصطلح "جميع الطلاب" يعني فعليًا 100٪، لأنه بحلول الوقت الذي كان من المفترض فيه تنفيذ هذا الشرط في عام 2015، لم تتمكن أي ولاية من تحقيق الهدف المتمثل في نجاح 100٪ من الطلاب في اختبار الكفاءة.
ولا يعني تصنيف الطالب كطالب من ذوي الاحتياجات الخاصة إعفاءه تلقائيًا من الخضوع للتقييم. فمعظم الطلاب الذين لديهم إعاقات خفيفة أو إعاقات جسدية يُطلب منهم إجراء نفس الاختبارات التي يخضع لها الطلاب غير المعاقين. ويجب على الطلاب الذين لديهم خطة تعليم فردية والخاضعين للتقييم، أن يتلقوا التسهيلات المحددة في خطتهم أثناء التقييم؛ وإذا لم تُغيّر هذه التسهيلات من طبيعة الاختبار، تُحسب درجاتهم تمامًا مثل باقي الطلاب. وتشمل التعديلات المقبولة عادةً: تمديد وقت الاختبار، أداء الاختبار في غرفة هادئة أو مع مراقب فردي، ترجمة مسائل الرياضيات إلى اللغة الأم للطالب، توفير نسخة مطبوعة بخط كبير، أو السماح للطالب بكتابة الأجوبة باستخدام الحاسوب (غالبًا عبر محرر نصوص بسيط في جهاز محمي لا يحتوي على خاصية التصحيح الإملائي أو القواميس أو الوصول إلى الإنترنت) بدلاً من كتابتها يدويًا.
وبالإضافة إلى عدم إلزام 5٪ من الطلاب بالخضوع لأي تقييم، تسمح اللوائح للمدارس باستخدام تقييمات بديلة لإعلان ما يصل إلى 1٪ من جميع الطلاب على أنهم "مؤهلون" لأغراض تطبيق القانون. وتتمتع الولايات بسلطة واسعة في اختيار أدوات التقييم البديلة. على سبيل المثال، قد تقبل المدرسة اختبار المواد المتقدمة في اللغة الإنجليزية كبديل عن اختبار الولاية في اللغة الإنجليزية، أو تستخدم اختبارات مبسطة للطلاب ذوي الإعاقات المعرفية الشديدة. وتتضمن الخيارات في ولاية فرجينيا، على سبيل المثال، "برنامج التقييم البديل في فرجينيا" و"البديل على مستوى الصف في فرجينيا"، وهما يعتمدان على التقييم عبر ملفات الإنجاز.
الطلاب ذوو الإعاقة أو محدودو الكفاءة في اللغة الإنجليزية
تقول المؤسسات التي تدعم إخضاع الطلاب ذوي الإعاقة أو الطلاب محدودي الكفاءة في اللغة الإنجليزية للتقييم ضمن إطار القانون، إن إدماجهم في التقييم يضمن الكشف عن أوجه القصور في تعليم هؤلاء الطلاب المحرومين ومعالجتها. أما المعارضون، فيرون أن إخضاع الطلاب ذوي الإعاقة للاختبارات يخالف "قانون تعليم الأفراد ذوي الإعاقة"، لأنه يُلزمهم بتعلّم نفس المادة التي يدرسها الطلاب غير المعاقين.
الأطفال ذوو الإعاقة
يتضمن قانون "عدم ترك أي طفل خلف الركب" حوافز لمكافأة المدارس التي تُظهر تقدماً في أداء الطلاب ذوي الإعاقة، إلى جانب تدابير أخرى لإصلاح المدارس أو توفير خيارات بديلة للطلاب عندما تعجز المدارس عن تلبية احتياجات هذه الفئة. وقد صيغ القانون بحيث تُحسب درجات الطلاب الحاصلين على "خطة تعليم فردية" أو "خطة 504" تمامًا كما تُحسب درجات باقي الطلاب.
وقد اعترضت بعض المدارس على إدراج الطلاب ذوي الإعاقة ضمن قياسات "التقدم السنوي الكافي"، مشيرة إلى أن هناك الكثير من المتغيرات التي تجعل ذلك غير دقيق.

### مواءمة "قانون تعليم الأفراد ذوي الإعاقة"
انطلق قانون "تعليم جميع الأطفال المعاقين" عام 1975، وتم سن قانون "تعليم الأفراد ذوي الإعاقة" لأول مرة عام 1991، ثم أُعيد سنّه بصيغة جديدة عام 2006 (وإن كان لا يزال يُعرف بـ IDEA 2004). وقد حافظ على متطلبات قانون "تعليم جميع الأطفال المعاقين المتعلقة بالتعليم المجاني والميسّر لجميع الأطفال. وقد سمح قانون تعليم الأفراد ذوي الإعاقة لعام 2004 بمنح تمويلات رسمية للولايات، ومنح اختيارية للأبحاث، والتكنولوجيا، والتدريب. كما ألزم المدارس باستخدام تدخلات تعليمية مبنية على البحث العلمي لمساعدة الطلاب ذوي الإعاقة.
ويُحسب مقدار التمويل الذي تتلقاه كل مدرسة من "الوكالة التعليمية المحلية" سنويًا عبر قسمة المبلغ الكلي على عدد الأطفال ذوي الإعاقة، ثم ضرب الناتج بعدد هؤلاء الطلاب المشاركين في البرامج التعليمية المدرسية الشاملة.
ومنذ عام 2004 على وجه الخصوص، سعى واضعو السياسات إلى مواءمة قانون تعليم الأفراد ذوي الإعاقة مع قانون عدم ترك أي طفل خلف الركب. وتشمل أبرز نقاط التوافق بين القانونين: اشتراط وجود "معلمين ذوي كفاءة عالية"، ووضع أهداف للطلاب ذوي الاحتياجات الخاصة، وتحديد مستويات التقييم المناسبة لهم. وفي عام 2004، وقع الرئيس جورج و. بوش على أحكام تُعرّف ما يُعد "معلماً عالي الكفاءة" بموجب كلا القانونين.

### الآثار الإيجابية على الطلاب ذوي الإعاقة
ينظر المجلس الوطني للإعاقة في كيفية مساهمة قانون "عدم ترك أي طفل خلف الركب" و"قانون تعليم الأفراد ذوي الإعاقة" في تحسين نتائج الطلاب من ذوي متلازمة داون. وتشمل الآثار التي يتم دراستها تقليل عدد المنسحبين من الدراسة، وزيادة معدلات التخرج، وتطوير استراتيجيات فعالة لانتقال الطلاب إلى التعليم ما بعد الثانوي. وتشير دراساتهم إلى أن قانوني عدم ترك أي طفل خلف الركب وقانون تعليم الأفراد ذوي الإعاقة قد غيّرا التوقعات والمواقف تجاه الطلاب ذوي الإعاقة. وهم يُعربون عن ارتياحهم لأن الطلاب أصبحوا أخيرًا جزءًا من أنظمة التقييم والمساءلة على مستوى الولاية. ووجدوا أن قانون عدم ترك أي طفل خلف الركب جعل من التقييمات مسألة "جادة"، حيث أصبحت التقييمات والتسهيلات تخضع للمراجعة من قبل الإدارات التعليمية.
منظمة أخرى وجدت ترابطاً إيجابيًا بين قانوني عدم ترك أي طفل خلف الركب وقانون تعليم الأفراد ذوي الإعاقة هي المركز الوطني لنتائج التعليم. وقد نشر المركز كُتيبًا موجهًا لأولياء أمور الطلاب ذوي الإعاقة يوضح كيف يعمل القانونان معًا بشكل فعّال، لأنهما "يوفران كلاً من التعليم الفردي والمساءلة المدرسية عن نتائج الطلاب ذوي الإعاقة". وركز الكتيب بشكل خاص على التركيز الجديد على "المسؤولية المشتركة بين معلمي التعليم العام والتعليم الخاص"، مما يُجبر المدارس على أن تضع الطلاب ذوي الإعاقة في دائرة الاهتمام بشكل أكبر. ومع ذلك، أقر المركز بأنه من أجل أن "يشارك كل طالب في المنهاج العام [ذي المعايير العالية لجميع الطلاب] ويُحرز تقدمًا نحو الكفاءة"، هناك حاجة إلى مزيد من الوقت والجهد من أجل التنسيق. وأفاد المركز أيضًا بأن الطلاب ذوي الإعاقة سيحصلون الآن على "الاهتمام الأكاديمي والموارد التي يستحقونها".
وقد أُجريت أبحاث محددة حول كيفية تأثير هذين القانونين على الطلاب الصم أو ضعاف السمع. أولاً، تُحمّل التشريعات المدارس مسؤولية نتائج الطلاب ذوي الإعاقة، مع التركيز على "نتائج الطلاب بدلاً من مجرد أماكن التحاقهم". كما أنها تلفت أنظار الجمهور إلى كيفية الاستفادة من البرامج الخارجية لتحسين نتائج هذه الفئة المهمّشة، الأمر الذي حفّز المزيد من الأبحاث حول فعالية بعض التدخلات داخل المدرسة وخارجها. فعلى سبيل المثال، دفعت متطلبات القانون الباحثين إلى دراسة تأثير القراءة الجهرية أو استخدام المترجمين في اختبارات القراءة والرياضيات، وتأثير تسجيل ردود الطلاب بلغة الإشارة من قبل كاتب متخصص.
ومع ذلك، لا تزال الأبحاث المتعلقة بالآثار الإيجابية لقانوني عدم ترك أي طفل خلف الركب وقانون تعليم الأفراد ذوي الإعاقة محدودة حتى الآن. فقد ركزت على الطلاب الصغار في محاولة لاكتشاف استراتيجيات لمساعدتهم على تعلم القراءة. كما شملت التقييمات عددًا محدودًا من الطلاب، ما يجعل من الصعب استخلاص استنتاجات تنطبق على شريحة أوسع. كما أن هذه التقييمات ركزت على نوع واحد فقط من الإعاقة.

### الآثار السلبية على الطلاب ذوي الإعاقة
أعرب المجلس الوطني للإعاقة عن تحفظاته بشأن مدى توافق لوائح قانون "عدم ترك أي طفل خلف الركب"مع أحكام "قانون تعليم الأفراد ذوي الإعاقة". ومن أبرز المخاوف: كيف يمكن للمدارس أن تتدخل بفعالية وتطوّر استراتيجيات مناسبة، في حين أن قانون عدم ترك أي طفل خلف الركب يركز على المساءلة الجماعية بدلاً من الاهتمام الفردي بالطالب. فالطبيعة الفردية لقانون قانون تعليم الأفراد ذوي الإعاقة "لا تتماشى" مع الطبيعة الجماعية لقانون عدم ترك أي طفل خلف الركب.
ويُعرب المجلس عن قلقه من أن قانون عدم ترك أي طفل خلف الركب يركز بشكل مفرط على الاختبارات الموحدة، بينما لا يُولي أهمية كافية للتجارب العملية المرتبطة بسوق العمل، والتي تُعد ضرورية للحصول على وظائف مستقبلية. كما أن نجاح المدارس في إطار قانون عدم ترك أي طفل خلف الركب يُقاس بدرجة اختبار واحدة فقط، في حين أن قانون تعليم الأفراد ذوي الإعاقة يدعو إلى استخدام مجموعة متنوعة من المؤشرات لقياس نجاح الطلاب.
يرتكز تركيز قانون قانون تعليم الأفراد ذوي الإعاقة على تنوع وسائل التقييم بسبب اعتماده على "خطة التعليم الفردي" المخصصة لكل طالب من ذوي الإعاقة، والتي تهدف إلى وضع أهداف تعليمية فردية للطالب، وغالباً ما تكون هذه الأهداف غير مرتبطة بمستوى الصف الدراسي. وتُستخدم هذه الخطة لتطوير أهداف وغايات تتناسب مع احتياجات الطالب، ولتحديد بيئة تعليمية بأقل قدر ممكن من التقييد. وبموجب هذه الخطة، يحق للطالب أن يُقيّم وفقًا لمعايير نجاح منخفضة تتناسب مع قدراته.
وأفاد تقرير صدر عام 2006 عن مركز التقييم والسياسات التعليمية ومعهد إنديانا للإعاقة والمجتمع، بأن معظم الولايات لم تكن تحقق "التقدم السنوي الكافي" بسبب أداء فئات التعليم الخاص، رغم وجود تقدم فعلي. ونتيجة لذلك، دفعت الضغوط بعض المدارس إلى التراجع عن تطبيق نموذج الدمج، وعزل الطلاب ذوي الإعاقة عن الصفوف العامة. وأشار التقرير إلى أن "قانون تعليم الأفراد ذوي الإعاقة يدعو إلى منهاج فردي وتقييمات مبنية على النمو والتحسّن السنوي، في حين أن قانون عدم ترك أي طفل خلف الركب يُقيّم جميع الطلاب باستخدام نفس المعايير الموحدة التي لا تأخذ في الاعتبار التحسن الفردي، بل تركز على الكفاءة في الرياضيات والقراءة."
وفي مقابلة مع قسم الأخبار بجامعة إنديانا، قالت الكاتبة ساندي كول، معدة تقرير مركز التقييم والسياسات التعليمية: "يجب أن يكون النظام منطقيًا. ألسنا مهتمين بمعرفة مدى تقدم الطفل نحو المعايير؟ نحن بحاجة إلى نظام يُقدّر التعلم والنمو على المدى الطويل، إلى جانب دعم الطلاب للوصول إلى معايير عالية." وقد وجدت كول في استطلاعها أن قانون عدم ترك أي طفل خلف الركب يشجّع المعلمين على "التدريس للاختبار" مما يقلص من تنوع المناهج والخيارات، وأن بعض المدارس تستغل طلاب التعليم الخاص كـ"كبش فداء" لتبرير عدم تحقيقهم لـلتقدم السنوي الكافي. كما أشار بعض مديري المدارس في إنديانا إلى أن اختبارات عدم ترك أي طفل خلف الركب أدت إلى ارتفاع نسب انسحاب الطلاب ذوي الإعاقة من المدارس.
وقد علّقت مجلات قانونية أيضًا على التنافر بين قانوني قانون تعليم الأفراد ذوي الإعاقة وعدم ترك أي طفل خلف الركب، حيث يرى البعض أن التوفيق بينهما قد يكون مستحيلاً. وأشاروا إلى أن خطة التعليم الفرديصُممت خصيصًا لتحقيق إنجازات فردية للطالب، مما يمنح أولياء الأمور الحق في التأكد من أن المدارس تلتزم ببروتوكولات التعليم العام والمجاني والمناسب. وهناك قلق من أن التركيز على الاختبارات المعيارية يأتي على حساب تنفيذ خطة التعليم الفردي.
وفي القضية Board of Education for Ottawa Township High School District 140 v. Spelling، طعنت منطقتان تعليميتان في ولاية إلينوي وأولياء أمور طلاب ذوي إعاقة في قانونية متطلبات اختبار عدم ترك أي طفل خلف الركب، نظرًا لتعارضها مع تكليف قانون قانون تعليم الأفراد ذوي الإعاقة بتوفير تعليم فردي. وعلى الرغم من أن الطلاب حققوا مستوى "الكفاءة" وفقًا لمعايير الولاية، إلا أنهم لم يلبّوا متطلبات خططهم الفردية. وقد أعرب أولياء الأمور عن خشيتهم من أن أبناءهم لم يُمنحوا حقهم في التعليم المناسب والمجاني. وطرحت القضية تساؤلاً جوهريًا: أيُّهما يعكس التقدم بشكل أفضل — نتائج الاختبارات المعيارية أم أهداف خطة التعليم الفردي؟ وخلصت إلى أنه بما أن بعض الطلاب قد لا يتمكنون أبدًا من الوصول إلى مستوى الصف الدراسي في الاختبارات، يجب أن يُمنح جميع الطلاب ذوي الإعاقة مزيدًا من الخيارات والتسهيلات في الاختبارات المعيارية مقارنةً بما هو متاح حاليًا.

## الآثار على الطلاب من الأقليات العرقية والإثنية

### الاهتمام بفئات الأقليات
يسعى القانون إلى تضييق فجوة التحصيل الدراسي بين الطبقات والفئات العرقية في الولايات المتحدة من خلال خلق توقعات مشتركة للجميع. وقد أظهر قانون "عدم ترك أي طفل خلف الركب" نجاحًا متباينًا في القضاء على فجوة التحصيل بين الأعراق. فبينما توجد أدلة تشير إلى تحسن درجات الاختبارات، إلا أن الدراسات لم تجد أدلة على أن الفجوات العرقية في التحصيل قد تقلصت بشكل ملحوظ منذ سن القانون.
- يفرض قانون عدم ترك أي طفل خلف الركب على المدارس والمناطق التعليمية تركيز اهتمامها على التحصيل الأكاديمي للفئات التي كانت تقليديًا محرومة من الخدمات، مثل الطلاب من ذوي الدخل المنخفض، والطلاب ذوي الإعاقة، وطلاب "الفئات العرقية والإثنية الرئيسية". ويتحمل كلّ ولاية مسؤولية تحديد هذه الفئات العرقية والإثنية الرئيسية بنفسها.[92][93]
- يتطلب قانون "عدم ترك أي طفل خلف الركب" من المدارس والمناطق التعليمية تركيز اهتمامها على التحصيل الأكاديمي للفئات التقليدية المحرومة من الخدمات، مثل الطلاب ذوي الدخل المنخفض، والطلاب ذوي الإعاقة، وطلاب "الفئات العرقية والإثنية الرئيسية". وتكون كل ولاية مسؤولة عن تحديد الفئات العرقية والإثنية الرئيسية بنفسها. وكانت العديد من أنظمة المساءلة التي أنشأتها الولايات سابقًا تقيس فقط الأداء المتوسط للمدرسة، مما يسمح للمدارس بالحصول على تقييمات عالية حتى وإن كانت هناك فجوات كبيرة في التحصيل بين الطلاب الأثرياء والطلاب المحرومين.[94]

### رفض الولايات لإنتاج اختبارات غير الإنجليزية
جميع الطلاب الذين يتعلمون اللغة الإنجليزية يحصلون تلقائيًا على فترة زمنية مدتها ثلاث سنوات لأداء الاختبارات بلغتهم الأم، وبعد هذه الفترة يجب عليهم عادةً إثبات الكفاءة في اختبارات اللغة الإنجليزية. ومع ذلك، يجوز للسلطة التعليمية المحلية منح استثناء لأي طالب يتعلم الإنجليزية للسماح له بأداء الاختبارات بلغته الأم لمدة سنتين إضافيتين على أساس كل حالة على حدة.
لكن في الواقع، تختار 10 ولايات فقط إجراء اختبارات باللغة الأم لأي طالب يتعلم الإنجليزية (معظمهم من المتحدثين بالإسبانية)، بينما يتم إعطاء الغالبية العظمى من طلاب تعلم الإنجليزية اختبارات باللغة الإنجليزية.
تقوم العديد من المدارس باختبار أو تقييم الطلاب محدودي الكفاءة في اللغة الإنجليزية حتى عندما يكون هؤلاء الطلاب معفيين من متطلبات التقارير التي يفرضها قانون "عدم ترك أي طفل خلف الركب"، لأن هذه الاختبارات قد توفر معلومات مفيدة للمعلم والمدرسة. وفي بعض المدارس التي تضم عددًا كبيرًا من الطلاب المهاجرين، يشكل هؤلاء الطلاب المعفون أغلبية الطلاب الصغار.
تُظهر الاختبارات تقارير منخفضة عن مستوى التعلم في المدارس التي تعتمد على تعليم الطلاب بلغة غير الإنجليزية، وخاصة تلك التي تغمر الطلاب في لغات السكان الأصليين الأمريكيين. حيث يُطلب من بعض طلاب السكان الأصليين إجراء اختبارات موحدة باللغة الإنجليزية. وفي حالات أخرى، يمكن قانونيًا اختبار الطلاب بلغتهم الأم، إلا أن الولاية لم تتكفل بتكاليف ترجمة الاختبار.

### دراسة ديموغرافية لمعدلات الفشل في التقدم السنوي الكافي ومتطلبات المدارس غير الناجحة
وجدت إحدى الدراسات أن المدارس في ولايتي كاليفورنيا وإلينوي التي لم تحقق التقدم السنوي الكافي تخدم نسبة تتراوح بين 75% إلى 85% من الطلاب من الأقليات العرقية والإثنية، بينما المدارس التي تحقق التقدم السنوي الكافي تضم أقل من 40% من طلاب الأقليات.
تُطلب من المدارس التي لا تحقق التقدم السنوي الكافي أن تقدم لأولياء أمور طلابها فرصة نقل أبنائهم إلى مدرسة غير فاشلة ضمن نفس المنطقة التعليمية، ولكن ليس من الضروري أن تقبل المدرسة الأخرى الطالب المنقول.
ينظم قانون "عدم ترك أي طفل خلف الركب" حصة التمويل الفيدرالي من الباب الأول (Title I) بناءً على مدى تحقيق كل مدرسة للمعايير السنوية المحددة. ويتوجب على أي مدرسة مشاركة لم تحقق التقدم السنوي الكافي لمدة عامين متتاليين أن تقدم للآباء خيار إرسال أبنائهم إلى مدرسة غير فاشلة في المنطقة نفسها، وبعد ثلاث سنوات يجب أن توفر المدرسة خدمات دعم إضافية مثل الدروس الخصوصية المجانية أو برامج المساعدة بعد المدرسة. وإذا لم تحقق المدرسة التقدم السنوي الكافي لمدة خمس سنوات، يتوجب عليها إجراء تغييرات جذرية في طريقة إدارتها، والتي قد تشمل تدخلًا من قبل الدولة.

## التمويل
التمويل ضمن قانون عدم ترك أي طفل خلف الركب
كجزء من دعمهم لقانون عدم ترك أي طفل خلف الركب، دعمت الإدارة والكونغرس زيادة كبيرة في تمويل التعليم الابتدائي والثانوي. فقد ارتفع إجمالي التمويل الفيدرالي للتعليم من 42.2 مليار دولار في عام 2001 (السنة المالية التي سبقت إقرار القانون) إلى 55.7 مليار دولار في عام 2004. تم إنشاء برنامج جديد بقيمة مليار دولار باسم (القراءة أولاً)، يوزع الأموال على المدارس المحلية لتحسين تعليم القراءة، بالإضافة إلى أكثر من 100 مليون دولار لبرنامج مصاحب له هو (القراءة المبكرة أولاً). كما حصلت العديد من البرامج الأخرى القائمة على الصيغ التمويلية على زيادات كبيرة. هذا كان متسقًا مع موقف الإدارة الداعم لبرامج التمويل الصيغي التي توزع الأموال على المدارس المحلية لاستخدامها، وبرامج المنح التي تتقدم فيها المدارس أو المجموعات مباشرة إلى الحكومة الفيدرالية للحصول على التمويل. وبشكل عام، زاد التمويل الفيدرالي للتعليم بنسبة 59.8% بين عامي 2000 و2003.
أنشأ القانون برنامج منح تنافسي جديد باسم القراءة أولاً، تم تمويله بمبلغ 1.02 مليار دولار في عام 2004، لمساعدة الولايات والمناطق التعليمية على إقامة برامج قراءة "علمية ومبنية على البحث" للأطفال في الصفوف من الروضة حتى الصف الثالث، مع إعطاء الأولوية للمناطق ذات الفقر العالي. كما سعى برنامج قراءة مبكرة أصغر لمساعدة الولايات على تجهيز الأطفال من عمر 3 إلى 5 سنوات في المناطق المحرومة على القراءة بشكل أفضل. لكن تم تقليص تمويل هذا البرنامج بشكل كبير لاحقًا من قبل الكونغرس خلال مفاوضات الميزانية.
التغييرات في التمويل: عبر تعديل في صيغة تمويل الباب الأول (Title I)، كان من المتوقع أن يقوم قانون قانون عدم ترك أي طفل خلف الركب تحسين توجيه الموارد إلى المناطق التعليمية التي تضم تركيزًا عاليًا من الأطفال الفقراء. كما احتوى القانون على بنود تمنح الولايات والمناطق مزيدًا من المرونة في كيفية إنفاق جزء من مخصصاتهم الفيدرالية.
يُدار تمويل التكنولوجيا المدرسية المستخدمة في الفصول الدراسية ضمن قانون عدم ترك أي طفل خلف الركب من خلال برنامج تعزيز التعليم عبر التكنولوجيا. تُستخدم موارد التمويل لشراء المعدات، وتطوير المهارات المهنية والتدريب للمعلمين، وكذلك للأبحاث المحدثة. يوزع برنامج تعزيز التعليم عبر التكنولوجيا الأموال وفقًا لصيغة على الولايات، والتي تقوم بدورها بإعادة تخصيص 50% من الأموال إلى المناطق التعليمية محليًا وفقًا لصيغة الباب الأول، و50% كمنح تنافسية. يجب على المناطق التعليمية تخصيص ما لا يقل عن 25% من إجمالي أموال تعزيز التعليم عبر التكنولوجيا لتطوير المهارات المهنية، وتشير الدراسات الحديثة إلى أن معظم المستفيدين من تعزيز التعليم عبر التكنولوجيا يستخدمون أكثر من 25% من الأموال لتدريب المعلمين على استخدام التكنولوجيا ودمجها في المناهج الدراسية. ففي عام 2004–2005 وحده، خصص مستلمو تعزيز التعليم عبر التكنولوجيا أكثر من 159 مليون دولار من أموال البرنامج لتطوير المعلمين مهنيًا. وعلى الرغم من الصلاحيات الواسعة التي تمنح لمتلقي أموال تعزيز التعليم عبر التكنولوجيا في استخدامها، تظهر الاستطلاعات أنهم يوجهون هذه الأموال لتحسين تحصيل الطلاب في القراءة والرياضيات، والمشاركة في اتخاذ القرارات المبنية على البيانات، وإطلاق برامج التقييم عبر الإنترنت.
بالإضافة إلى ذلك، سمحت بنود عدم ترك أي طفل خلف الركب بزيادة المرونة للوكالات الحكومية المحلية والولائية في استخدام الأموال الفيدرالية المخصصة للتعليم.
كانت الزيادات في تمويل قانون "عدم ترك أي طفل خلف الركب" مصاحبة لزيادة ضخمة أخرى في التمويل الفيدرالي للتعليم في ذلك الوقت. فقد أقرت إدارة بوش والكونغرس زيادات كبيرة جدًا في تمويل قانون تعليم الأفراد ذوي الإعاقة في نفس فترة زيادة تمويل عدم ترك أي طفل خلف الركب.
وقد ارتفع تمويل الجزء باء من تعليم الأفراد ذوي الإعاقة، وهو برنامج تمويل صيغي على مستوى الولاية يوزع الأموال على المناطق التعليمية المحلية لتعليم الطلاب ذوي الإعاقة، من 6.3 مليار دولار في عام 2001 إلى 10.1 مليار دولار في عام 2004. ونظرًا لأن أداء المناطق والولايات في مقاييس عدم ترك أي طفل خلف الركب كان يعتمد على تحسن أداء الطلاب ذوي الإعاقة، وبخاصة الطلاب ذوي صعوبات التعلم، كانت هذه الزيادة بنسبة 60% في التمويل جزءًا مهمًا من النهج الشامل لتطبيق قانون عدم ترك أي طفل خلف الركب.

### الانتقادات المتعلقة بمستويات التمويل
واجهت مستويات التمويل التي خصصت لقانون "عدم ترك أي طفل خلف الركب" انتقادات عدة، حيث اعتبر البعض أن الزيادات المالية لم تكن كافية لتغطية التكاليف الحقيقية لتطبيق متطلبات القانون. كما أشار النقاد إلى أن التمويل الفيدرالي لم يكن متناسقًا مع حجم المسؤوليات والالتزامات التي فرضها القانون على المدارس والمناطق التعليمية، مما أدى إلى ضغط مالي على السلطات المحلية واضطرار بعض المدارس إلى تقليص برامج أو موارد أخرى غير مغطاة بتمويل كافٍ.
بالإضافة إلى ذلك، كان هناك انتقاد لعدم تخصيص التمويل بشكل كافٍ لبرامج دعم الطلاب ذوي الاحتياجات الخاصة أو للطلاب المتفوقين، وكذلك لعدم ضمان توزيع الموارد المالية بشكل عادل وفعال بين المناطق التعليمية المختلفة، خصوصًا تلك التي تعاني من ضعف الموارد.
واشنطن مستعدة للمساعدة [في التكاليف الإضافية لمتطلبات الحكومة الفيدرالية]، كما فعلنا سابقًا، حتى قبل أن نقترح قانون "عدم ترك أي طفل خلف الركب". لكن هذه جزء من مسؤولية التعليم التي تقع على عاتق كل ولاية. ... قدمت واشنطن بعض الدعم الآن. في التشريع، لدينا ... بعض الدعم لتغطية تكاليف تطوير الاختبارات. ولكن حتى لو اعتُبر هذا هدية، فإن مسؤولية القيام بذلك تقع على الولاية.
انتقد العديد من المؤيدين الأوائل لقانون "عدم ترك أي طفل خلف الركب" من الحزب الديمقراطي طريقة تطبيقه، واعتبروا أنه غير ممول بشكل كافٍ سواء من الحكومة الفيدرالية أو الولايات. فقد صرح تيد كينيدي، الراعي الأول للتشريع، ذات مرة قائلاً:
"المأساة هي أن هذه الإصلاحات التي طال انتظارها أصبحت موجودة أخيرًا، لكن الأموال ليست كذلك."
أما سوزان ب. نيومان، المساعدة السابقة لوزير التعليم الأمريكي لشؤون التعليم الابتدائي والثانوي، فقد عبّرت عن قلقها بشأن قانون عدم ترك أي طفل خلف الركب في اجتماع رابطة القراءة الدولية، حيث قالت:
في [المدارس الأكثر حرمانًا] في أمريكا، حتى أكثر المعلمين اجتهادًا غالبًا ما يستسلمون لأنهم يفتقرون إلى كل الموارد المتاحة التي قد تُحدث فرقًا... عندما نقول إن جميع الأطفال يمكنهم تحقيق النجاح ثم لا نوفر لهم الموارد الإضافية... فإننا نخلق وهماً.
انتقدت العديد من المنظمات بشكل خاص عدم رغبة الحكومة الفيدرالية في "تمويل القانون بشكل كامل". مع الإشارة إلى أن مشاريع قوانين الاعتمادات المالية تبدأ دائمًا في مجلس النواب، فمن الصحيح أنه خلال إدارة بوش، لم يطلب مجلس الشيوخ أو البيت الأبيض حتى التمويل الفيدرالي بالمستويات المصرح بها لعدة من الأحكام الرئيسية في القانون. على سبيل المثال، طلب بوش فقط 13.3 مليار دولار من أصل 22.75 مليار دولار ممكنة في عام 2006.
تشير مجموعات المناصرة إلى أن اقتراح ميزانية الرئيس بوش لعام 2008 خصص 61 مليار دولار لوزارة التعليم، مع تقليل التمويل بمقدار 1.3 مليار دولار عن العام السابق. كان من الممكن أن تتلقى 44 ولاية من أصل 50 تخفيضات في التمويل الفيدرالي إذا تم تمرير الميزانية كما هي. وبشكل خاص، استمر التمويل لبرنامج تعزيز التعليم عبر التكنولوجيا في الانخفاض بينما ازداد الطلب على التكنولوجيا في المدارس. ومع ذلك، ركزت هذه الادعاءات على الأموال المعاد تخصيصها، حيث زادت كل من ميزانيات بوش المقترحة التمويل لبرامج الصيغة الرئيسية مثل الباب الأول، بما في ذلك اقتراح ميزانيته النهائية لعام 2009.
يرى أعضاء الكونغرس أن هذه المستويات المصرح بها تعتبر سقوفًا للإنفاق، وليست وعودًا بالإنفاق. ويجادل بعض المعارضين بأن هذه النقص في التمويل يعني أن المدارس التي تواجه نظام العقوبات المتصاعدة بسبب عدم تحقيق أهداف الاختبارات تُحرم من الموارد اللازمة لمعالجة المشكلات التي تكشفها هذه الاختبارات. ومع ذلك، فقد زاد التمويل الفيدرالي لقانون عدم ترك أي طفل خلف الركب عبر الصيغة التمويلية بمليارات الدولارات خلال هذه الفترة، كما زاد التمويل على المستويين الولائي والمحلي بأكثر من 100 مليار دولار من العام الدراسي 2001–2002 وحتى 2006–2007.
في السنة المالية 2007، تم تحويل تكاليف بقيمة 75 مليار دولار من قانون عدم ترك أي طفل خلف الركب، مما أضاف ضغوطًا إضافية على ميزانيات الولايات. أدت هذه النقص في التمويل إلى قيام المدارس بتقليص البرامج التي تهدف إلى تعليم الأطفال، مما أثر لاحقًا على قدرتها على تحقيق أهداف القانون. جاء هذا الانخفاض في التمويل في وقت زادت فيه التوقعات المتعلقة بأداء المدارس. وللتغلب على هذا الوضع، أعادت العديد من المدارس تخصيص الأموال التي كانت مخصصة لأغراض أخرى (مثل الفنون، والرياضة، وغيرها) لتحقيق الأهداف التعليمية الوطنية التي وضعها القانون. وقد أقر الكونغرس بهذه الانخفاضات في التمويل وقدم التمويل بأثر رجعي لسد العجز، ولكن دون ضمان تقديم المساعدة بشكل دائم.
كان أكبر مجال تم فيه تقليص التمويل من الميزانية الوطنية هو تمويل الباب الأول للطلاب والمدارس المحرومة.

### ميزانيات التعليم في الولايات
وفقًا لكتاب "قانون عدم ترك أي طفل خلف الركب يواجه واقع المدارس"، تم تطبيق القانون في وقت كانت معظم الولايات تمر بأزمة مالية. وبينما كانت الولايات مجبرة على إجراء تخفيضات في الميزانية، بما في ذلك في مجال التعليم، كان عليها تحمل نفقات إضافية للامتثال لمتطلبات قانون عدم ترك أي طفل خلف الركب. التمويل الذي حصلت عليه من الحكومة الفيدرالية لدعم القانون لم يكن كافيًا لتغطية النفقات الإضافية اللازمة للالتزام بالقانون الجديد.

## مقترحات للإصلاح
البيان التنظيمي المشترك بشأن قانون عدم ترك أي طفل خلف الركب هو مقترح وقّعت عليه أكثر من 135 مجموعة وطنية في مجالات الحقوق المدنية، والتعليم، والدفاع عن ذوي الإعاقة، والمجتمع المدني، والعمل، والدين، تطالب بإحداث تغييرات جوهرية في قانون التعليم الفيدرالي. بدأ مركز الاختبارات العادلة والمفتوحة هذه الاجتماعات وترأسها والتي أدت إلى إصدار البيان في الأصل في أكتوبر 2004. الرسالة المركزية للبيان هي أن "تركيز القانون يجب أن يتحول من تطبيق العقوبات على المدارس التي تفشل في رفع درجات الاختبارات إلى محاسبة الولايات والمناطق المحلية على إحداث تغييرات نظامية تُحسّن تحصيل الطلاب الدراسي." منذ إطلاق البيان في أواخر 2004، تضاعف عدد المنظمات الموقعة عليه ما يقرب من أربعة أضعاف وما زال في ازدياد. الهدف من ذلك هو التأثير على الكونغرس والجمهور الأوسع مع اقتراب موعد إعادة تفويض القانون.
ينتقد الناقد التربوي ألفي كون قانون عدم ترك أي طفل خلف الركب ويصفه بأنه "غير قابل للإصلاح" ويجب إلغاؤه. حيث يُقتبس قوله: "[تأثيره الرئيسي كان حبس الأطفال الفقراء في نظام لا نهاية له من تدريبات التحضير للاختبارات]."
في فبراير 2007، أعلن وزير الصحة والخدمات الإنسانية السابق تومي طومسون وحاكم جورجيا روي بارنز، اللذان كانا يرئسان لجنة أسبن لقانون عدم ترك أي طفل خلف الركب، عن صدور التوصيات النهائية للجنة لإعادة تفويض القانون. تُعد اللجنة جهدًا مستقلًا ومشتركًا بين الحزبين لتحسين القانون وضمان أن يكون قوة أكثر فاعلية في سد فجوة التحصيل التي تفصل بين الأطفال المحرومين وأقرانهم. وبعد عام من جلسات الاستماع والتحليل والبحث، كشفت اللجنة عن نجاحات القانون، وكذلك عن الأحكام التي يجب تغييرها بشكل كبير.
أهداف اللجنة هي:
- توفير معلمين فعّالين لجميع الطلاب ومديرين فعّالين لجميع المجتمعات
- تسريع التقدم وسد فجوات التحصيل من خلال تحسين المحاسبة
- الانتقال من الوضع الراهن إلى تحسين فعال للمدارس وتوفير خيارات للطلاب
- وجود تقييمات عادلة ودقيقة لتقدم الطلاب
- وضع معايير عالية لكل طالب في كل ولاية
- ضمان أن تُعد المدارس الثانوية الطلاب للالتحاق بالجامعة وسوق العمل
- دفع التقدم من خلال بيانات موثوقة ودقيقة
- تشجيع مشاركة وتمكين أولياء الأمور

قدم منتدى المساءلة التعليمية، وهو مجموعة عمل من الموقعين على البيان التنظيمي المشترك بشأن قانون عدم ترك أي طفل خلف الركب، مقترحًا بديلاً. يقترح هذا المقترح تحويل تركيز القانون من فرض العقوبات على الفشل في رفع درجات الاختبارات إلى دعم الولايات والمجتمعات المحلية ومحاسبتها أثناء تنفيذها لتغييرات نظامية تهدف إلى تحسين تعلم الطلاب.

## إصلاحات أوباما عام 2010
أصدر الرئيس باراك أوباما في آذار 2010 مخططًا لإصلاح قانون التعليم الابتدائي والثانوي، الذي يُعدّ الخلف لقانون عدم ترك أي طفل خلف الركب. شملت التعديلات المقترحة توفير تمويل للولايات لتطبيق مجموعة أوسع من أدوات التقييم لقياس المهارات الأكاديمية المتقدمة، بما في ذلك قدرة الطلاب على إجراء البحوث، واستخدام التكنولوجيا، والمشاركة في التحقيقات العلمية، وحل المشكلات، والتواصل الفعّال.
بالإضافة إلى ذلك، يقترح أوباما أن يخفف القانون من العقوبات الصارمة المفروضة على الولايات فيما يخص المساءلة، من خلال التركيز بشكل أكبر على تحسّن الطلاب. وتشمل تدابير التحسن تقييم جميع الأطفال بشكل مناسب، بمن فيهم متعلمو اللغة الإنكليزية، والأقليات، والطلاب من ذوي الاحتياجات الخاصة. ويُعاد تصميم النظام المدرسي ليأخذ بعين الاعتبار مقاييس تتجاوز اختبارات القراءة والرياضيات، ولتعزيز الحوافز التي تبقي الطلاب في المدرسة حتى التخرج، بدلًا من تشجيعهم على الانسحاب لتحسين درجات التقدّم السنوية.
تشمل أهداف أوباما كذلك تقليص فجوة التحصيل العلمي بين الطلاب السود والبيض، وزيادة ميزانية التعليم الفدرالية بمقدار 3 مليارات دولار لمساعدة المدارس على تلبية المتطلبات الصارمة للقانون. كما طُرح اقتراح من الإدارة بزيادة المعايير الأكاديمية للولايات بعد فترة من تراجعها، والتركيز على إعادة تصنيف المدارس المصنفة على أنها فاشلة، وتطوير عملية تقييم جديدة للمعلمين والمربين.
يساعد الاستثمار التدريجي للحكومة الفدرالية في الخدمات الاجتماعية العامة على توفير ساحة لقانون عدم ترك أي طفل خلف الركب لتحقيق وعده في تحسين التحصيل لجميع الطلاب. ومع ذلك، يجادل نقاد التعليم بأن هذا التشريع، رغم اعتباره تحسنًا لقانون التعليم الابتدائي والثانوي من حيث إزالة التمييز في جودة التعليم، إلا أنه في الواقع مضر. فقد أصبح القانون فعليًا السياسة الاجتماعية الفدرالية الوحيدة الهادفة لمعالجة التفاوت الاجتماعي الواسع النطاق، وسماته السياسية تؤدي حتمًا إلى وصم المدارس التي يرتادها الأطفال الفقراء والأطفال عامة.
علاوة على ذلك، يرى المنتقدون أن المشهد السياسي الحالي في البلاد، والذي يفضل الحلول القائمة على السوق للمشكلات الاجتماعية والاقتصادية، قد قوّض الثقة في المؤسسات العامة، وأضعف الدعم السياسي لمفهوم موسّع للمسؤولية الاجتماعية، مما أدى في نهاية المطاف إلى تراجع الاستثمار في تعليم الفقراء وخصخصة المدارس الأميركية.
ويطرح المشككون أن القانون يمنح الديمقراطيين ميزة سياسية واضحة، إذ يسمح لهم بالتركيز على المساءلة والحديث عن تكافؤ الفرص، دون أن يُوصَفوا بأنهم حزب الحكومة الكبيرة، والمصالح الخاصة، والجماعات العرقية—وهي تهم شائعة من الجمهوريين ضد أجندة الديمقراطيين التقليدية. ويشير المعارضون إلى أن القانون غيّر بشكل غير مباشر طبيعة النقاش حول التعليم والتفاوت العرقي، مما أعاد تموضع التحالفات السياسية التقليدية. وبالتالي، لا يزال هناك انقسام سياسي كبير بين من يعارضون الإشراف الفدرالي على ممارسات الولايات والمجتمعات المحلية، ومن يرون في القانون وسيلة لتعزيز الحقوق المدنية والمساواة التعليمية.
وردًا على الانتقادات بأن الاختبارات المعيارية تفشل في قياس التفكير العالي المستوى، أوضحت خطة أوباما أنظمة تقييم جديدة للحصول على قياسات أكثر عمقًا لتحصيل الطلاب. وقد جاءت هذه الخطة بعد إعلان مبادرة "السباق نحو القمة"، وهي برنامج إصلاحي بتمويل قدره 4.35 مليار دولار من وزارة التعليم الأميركية، بتمويل من قانون الانتعاش وإعادة الاستثمار الأميركي لعام 2009.
وقال أوباما إن التقييمات الدقيقة "... يمكن استخدامها لقياس نمو الطلاب بدقة؛ وقياس كيفية تعليم الولايات والمناطق والمدارس والمديرين والمعلمين للطلاب؛ ولمساعدة المعلمين على تعديل تركيز تعليمهم؛ ولتوفير معلومات أفضل للطلاب وعائلاتهم." وقد تعهّد بدعم الحكومات المحلية في تحسين الاختبارات المعيارية، من خلال رفع المعايير وتقديم منح لتطوير أدوات تقييم جديدة، بما يتماشى مع معايير أعلى. وهذا ينعكس في بنود برنامج "السباق نحو القمة"، الذي يُلزم الولايات بقياس التحصيل الفردي عبر جمع بيانات دقيقة من رياض الأطفال وحتى التعليم العالي.
ورغم أن أوباما يخطط لتحسين جودة الاختبارات المعيارية، إلا أنه لا ينوي إلغاء متطلبات الاختبار والمساءلة المرتبطة بها. بل إنه يوفر موارد إضافية ومرونة لتحقيق الأهداف الجديدة. إلا أن النقّاد يرون أن هذه الاختبارات العالية المخاطر تُلحِق ضررًا بنجاح المدارس، لأنها تدفع المعلمين إلى "التعليم من أجل الاختبار"، وتضع ضغوطًا غير مبررة على المعلمين والمدارس في حال عدم تحقيق المؤشرات.
وقد أصبحت عملية إعادة تفويض القانون مثار جدل، مع استمرار الجدل بين المشرعين والسياسيين حول التغييرات اللازمة لجعل القانون أكثر فاعلية لنظام التعليم.
وفي عام 2012، منح الرئيس أوباما إعفاءات من متطلبات قانون عدم ترك أي طفل خلف الركب لعدة ولايات. وقال البيت الأبيض في بيان: "في مقابل تلك المرونة، وافقت تلك الولايات على رفع المعايير، وتحسين المساءلة، والقيام بإصلاحات أساسية لتحسين فعالية المعلمين."

## الاستبدال
في 30 نيسان 2015، قُدِّم مشروع قانون إلى الكونغرس لاستبدال قانون "عدم ترك أي طفل خلف الركب" بقانون "كل طالب ينجح"، الذي أُقر من قبل مجلس النواب في 2 كانون الأول، ومن قبل مجلس الشيوخ في 9 كانون الأول، قبل أن يُوقّع عليه الرئيس باراك أوباما ليصبح قانونًا في 10 كانون الأول 2015.
يمنح هذا القانون الولايات مزيدًا من المرونة في ما يتعلق بوضع معاييرها الخاصة لقياس أداء المدارس والطلاب على حدّ سواء.
وبينما كان قانون "عدم ترك أي طفل خلف الركب" يفرض تصنيفات على المدارس ذات الأداء المنخفض، فإن قانون "كل طالب ينجح" لا يفرض وضع تصنيفات على المدارس ذات الأداء الأدنى.
كما أن تحديد نجاح المدرسة يُقاس الآن بناءً على معدلات التخرج خلال 4 و5 سنوات، بدلًا من الاعتماد على معدل التخرج خلال 4 سنوات فقط كما في السابق، مما يوفّر مرونة أكبر في معايير تقييم أداء الطلاب.

## قراءة إضافية
- إسكيلسن، ليلي. "المعلمة الوطنية: لا طفل يتخلف عن الركب والفيدرالية التعليمية الجديدة". مجلة بوبليوس 35، العدد 1 (2005): 1+. متصل
- هيكوك، يوجين. مدرسة من ورق: قصة من الداخل لمبادرة "لا طفل يُترك خلف الركب" ولماذا تحتاج أمريكا إلى ثورة تعليمية حقيقية (رومان وليتل فيلد، ٢٠١٠)
- ماكغوين، باتريك ج . لا طفل يُترك خلف الركب وتحويل سياسة التعليم الفيدرالية، 1965-2005 (2006) مقتطف

- ماكغوين، باتريك. من مبدأ عدم تخلف أي طفل عن الركب إلى مبدأ نجاح كل طالب: الفيدرالية وإرث إدارة أوباما التعليمي. مجلة بوبليوس ، العدد 46.3 (2016): 392-415. متصل[وصلة مكسورة]
- ماكغوين، باتريك. "المعلمة الوطنية: قانون عدم تخلف أي طفل عن الركب والفيدرالية التعليمية الجديدة". مجلة بوبليوس ، العدد 35، العدد 1 (2005): 41-68.

- رودس، جيسي هـ. التعليم في السياسة: أصول وتطور قانون عدم ترك أي طفل خلف الركب (مطبعة جامعة كورنيل؛ 2012) 264 صفحة؛ يستكشف دور نشطاء الحقوق المدنية، وقادة الأعمال، وخبراء التعليم في تمرير التشريع.
- شيلي، برايان. "المتمردون وأسبابهم: مقاومة الدولة لسياسة عدم ترك أي طفل خلف الركب". مجلة بوبليوس 38.3 (2008): 444-468.
- تان، غوانغيو، وآخرون. "من أمة معرضة للخطر إلى أمة لا تُهمَل أي طفل، إلى سباق نحو القمة: استجابة الولايات المتحدة للمنافسة العالمية". في كتاب " الاستثمار في تعليم الطفولة المبكرة في عالم معولم: السياسات والممارسات وفلسفات الوالدين في الصين والهند والولايات المتحدة " (2019): 107-158.
- تومسن، مورتن ك.، وآخرون. "بروتوكول: تكرار الاختبارات وتحصيل الطلاب: مراجعة منهجية". مراجعات كامبل المنهجية 18.1 (2022): e1212. متصل

- فينوفسكيس، ماريس. من أمة معرضة للخطر إلى عدم ترك أي طفل خلف الركب: أهداف التعليم الوطنية وإنشاء سياسة التعليم الفيدرالية (مطبعة كلية المعلمين، 2015).
- يديسن، كريستيان، وشيرمان دورن. "قانون عدم تخلف أي طفل عن الركب في البنية العالمية للمساءلة التعليمية". مجلة تاريخ التعليم الفصلية، المجلد 62.3 (2022): 268-290. متصل

## روابط خارجية
- تقارير حكومية عبر الإنترنت حول قانون عدم ترك أي طفل خلف الركب
- لويس، ت. (2010). إدارة أوباما تسعى إلى إعادة تفويض قانون عدم ترك أي طفل خلف الركب هذا العام . تم استرجاعه في 7 يوليو 2010.
- كلاين، أ. (2015). لا طفل يتخلف عن الركب: نظرة عامة . أسبوع التعليم. تم استرجاعه في 16 يوليو 2015.
- كلاين، أ. (2015). إرث الخمسين عاماً لـ ESEA مزيج من المثالية والتوترات السياسية أسبوع التعليم. تم استرجاعه في 16 يوليو 2015.
- كلاين، أ. (2015). القانون الرئيسي للبلاد للتعليم من الروضة إلى الصف الثاني عشر: جدول زمني لقانون التعليم الابتدائي والثانوي . أسبوع التعليم. تم استرجاعه في 16 يوليو 2015.
- أخبار عدم ترك أي طفل خلف الركب . أسبوع التعليم.
- برينمان، ر. (2015). إن إعادة صياغة العلامة التجارية لقانون "لا طفل يتخلف عن الركب" هي بمثابة دعوة تسويقية صعبة . أسبوع التعليم. تم استرجاعه في 16 يوليو 2015.

حكومة
- مرجع سطح المكتب لقانون عدم ترك أي طفل خلف الركب (النسخة المتوفرة على الإنترنت، تتضمن مستندات Microsoft وروابط PDF)
- كلمة الرئيس بوش في حفل التوقيع
- الرئيس يناقش قانون عدم ترك أي طفل خلف الركب ومبادرات المدارس الثانوية، نص الخطاب والفيديو، 12 يناير 2005

جماعات المصالح
- الرابطة الوطنية للتعليم "لا طفل يتخلف عن الركب"/ESEA
- ورقة موقف رابطة الجامعيات الأمريكية للنساء بشأن عدم ترك أي طفل خلف الركب نسخة محفوظة 14 أبريل 2010 على موقع واي باك مشين.
- المؤرخة ديان رافيتش: لم يترك أي طفل خلفه المدارس الأمريكية مع إرث من "الاحتيال المؤسسي" - فيديو من الديمقراطية الآن!